# Tisdagsklubben (film)
Tisdagsklubben är en svensk romantisk dramakomedifilm från 2022 i regi av Annika Appelin, med manus skrivet av Anna Fredriksson.
Filmen hade biopremiär i Sverige den 4 mars 2022, utgiven av SF Studios.

## Handling
Filmen handlar om Karin (Marie Richardson), som under firandet av sin 40-åriga bröllopsdag, upptäcker att hennes make Sten (Björn Kjellman) har varit otrogen. När hon kort därefter blir övertalad av sina väninnor att följa med på matlagningskurs, får hon upp ögonen för kocken Henrik (Peter Stormare).

## Rollista (i urval)
| - Marie Richardson – Karin - Peter Stormare – Henrik - Björn Kjellman – Sten - Ida Engvoll – Fredrika - Carina M. Johansson – Monika - Sussie Eriksson – Pia - Maria Sid – Ingela | - Klas Wiljergård – Grizzly - Ramtin Parvaneh – Clarence - Wilhelm Johansson – Tomas - Ingvar Örner – Lasse - Miran Kamala – Janne - Pamela Cortes Bruna – Läkare |

## Produktion
Filmen är producerad av Jessica Ask och Åsa Karlsson för Anagram, i samproduktion med Film i Väst, SF Studios och TV4/C More. Inspelningen av filmen startade i oktober 2020, i och utanför Göteborg.